# UTON
Uton Onești (acronim de la Utilaje Onești) a fost o companie producătoare de utilaje din România. A fost înființată în anul 1973, sub denumirea de Întreprinderea de Utilaj Chimic Borzești (IUC). Societatea a fost creată inițial ca furnizor de echipamente pentru industriile chimică și petrochimică. Principalele produse aflate în portofoliul societății sunt schimbătoarele de caldură, recipientele sub presiune (reactoare, rezervoare, stocatoare GPL, coloane), skiduri – unități tehnologice în construcție modulară, cazanele de apă fierbinte și abur, liniile de conducte tehnologice, producție ce urma calea exportului în proporție de 70–80%.
Societatea este răspândită pe o suprafață totală de 66.599 mp, din care 33.307 mp suprafață construită și avea un personal de 700 salariați în 2007 – ingineri, tehnicieni și muncitori calificați.
Acționarul majoritar al Uton a fost BKP Trust Invest SRL, cu o deținere de 52,35%, în timp ce Carom controlează 45,78% din capital. Titlurile Uton se tranzacționau la categoria „nelistate” a Bursei de Valori București, sub simbolul UTN.

## Falimentare

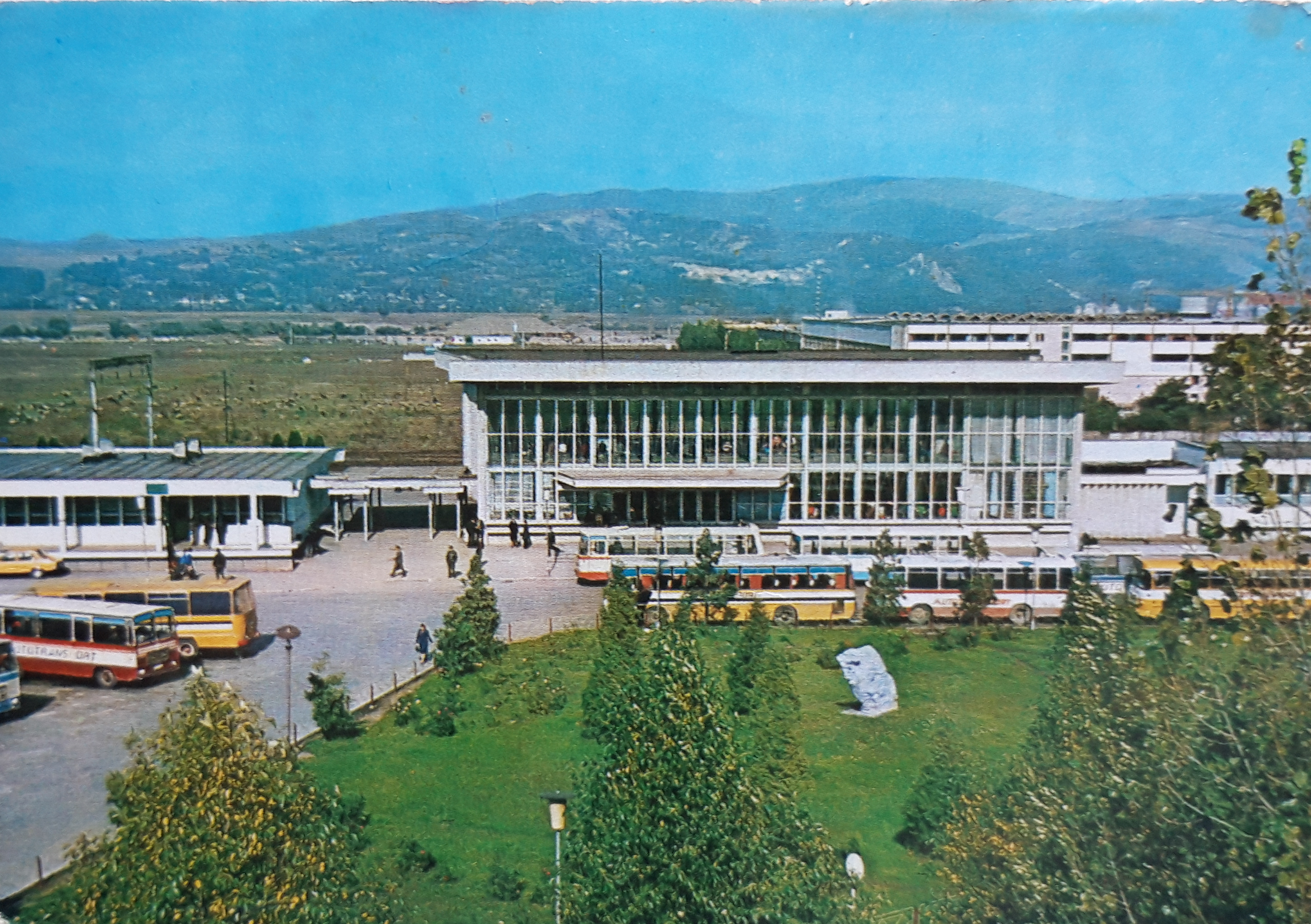
Gara Gheorghe Gheorghiu-Dej, în spate la dreapta se află sediul și hala principală de producție a întreprinderii.

Uton Onești, controlată de Marian Iancu, a intrat în insolvență în 2013, la cererea unor creditori și a Direcției Generale a Finanțelor Publice (actual, Administrația Județeană a Finanțelor Publice Bacău), care scoseseră la licitație, în prealabil, activele Uton, pentru 10,6 milioane de lei.
Tribunalul Bacău a declanșat, în 2014, intrarea în faliment în procedura simplificată și dizolvarea societății, la solicitarea administratorului judiciar, Insolv Consult Team IPURL. „Marian Iancu controla indirect acțiuni reprezentând 98,14% din capitalul social al Uton, prin BKP Trust Invest (care deținea 52,35% din acțiuni) și Carom (care avea 45,78% din titluri)”. Firma a intrat pe pierderi în 2010, iar pierderile s-au amplificat de la an la an.
Cifra de afaceri în 2007: 42,8 milioane lei